# پرواز بر فراز آشیانه فاخته
پرواز بر فراز آشیانه فاخته (به انگلیسی: One Flew Over the Cuckoo's Nest) رمانی‌ است که کن کیسی، نویسنده آمریکایی، به سال ۱۹۶۲ نگاشته‌است. رمان در بیمارستانی روانی در ایالت اورگن آمریکا می‌گذرد و حاوی نگاهیست به ساختارهای قدرت در سازمان‌ها. همچنین رمان به نقد مکتب روان‌شناسی رفتارگرایی می‌پردازد و اصول انسانی را می‌ستاید. نویسنده داستان مدتی را به عنوان کارمند بیمارستان روانی در منلو پارک کالیفرنیا سپری کرده بود و نسبت به بیماران روانی احساس همدردی می‌کرد. این رمان ابتدا در سال ۱۹۶۳ به صورت نمایشنامه درآمد، اما برداشت بسیار مشهورتر آن، فیلم دیوانه از قفس پرید است که در سال ۱۹۷۵ با کارگردانی میلوش فورمن و بازی جک نیکلسون بر اساس این داستان ساخته شده‌است. این فیلم برنده ۵ جایزه اسکار شد.
مجله تایم این رمان را جزو ۱۰۰ رمان برتر انگلیسی زبان بین سالهای ۱۹۲۳ و ۲۰۰۵ انتخاب کرده‌است.

## نام داستان
نام اصلی رمان One Flew Over the Cuckoo's Nest یا به فارسی یکی از روی آشیانه فاخته پرید است که در فارسی به نام دیوانه از قفس پرید و پرواز بر فراز آشیانه فاخته ترجمه شده‌است.
آشیانهٔ فاخته در زبان انگلیسی استعاره‌ای است از بیمارستان روانپزشکی. همچنین این نام بخشی از یک شعر کودکانه است:
Wire, briar, limber-lock
Three geese in a flock
One flew east, one flew west
And one flew over the cuckoo's nest.
در کتاب شخصیت سرخ‌پوست، این ترانه را از کودکی خود به یاد می‌آورده‌است؛ و نیز وجه تسمیه: دو نفر به دلایل مختلف مردند، و دیگری آزاد شد.

## خلاصه داستان
داستان از زبان بیمار روانی دورگه سرخپوست-سفیدپوست قوی هیکل اما بی جربزه‌ای به نام «چیف برامدون» روایت می‌شود. برامدون وظیفه نظافت راهروها و سالنهای بخش را دارد و به همین خاطر لقبش «چیف بروم» (Broom به معنی جاروب) شده‌است. چون برامدون خودش را به کری و لالی زده‌است می‌تواند به رازهای بین کارکنان آسایشگاه پی ببرد. پدر برامدون رئیس یکی از قبایل سرخپوست بوده که با زنی سفیدپوست (مادر چیف برامدون) ازدواج کرده بود. در پی احداث سد آبی بر رودخانه کلمبیا قبیله چیف از سکونتگاهشان بیرون رانده شده‌اند و پدر برامدون نیز که زمانی قوی هیکل و شجاع بود به مردی شکست خورده و الکلی تبدیل شده‌است. برامدون از قدیمترین بیماران روانی آسایشگاه‌است و با وجود سابقه ورزشکاری و یادگیری الکترونیک، پس از شرکت در جنگ جهانی دوم به بیماری روانی مبتلا شده‌است. برامدون گاهگاهی از دنیای واقع کاملاً بریده می‌شود و به گفته خودش «در مه غلیظ فرومی‌رود».
آسایشگاه روانی به ظاهر زیر نظر یک دکتر روانشناس اداره می‌شود اما قدرت واقعی در دست «پرستار بزرگ» هست. «پرستار رچد»، (به انگلیسی Mildred Ratched) مشهور به پرستار بزرگ، پرستاری ۵۰ ساله و مجرد هست که با انضباطی بسیار خشک، و با منکوب کردن بیماران و کارکنان و شرمسارکردن آن‌ها در برابر دیگران، همه چیز را (حتی دکتر روانشناس را) تحت کنترل دارد و آسایشگاه را با کمترین نیروی انسانی در مقایسه با آسایشگاه‌های مشابه اداره می‌کند. زیردستان فرمانبر پرستار رچد از سه کارمند سیاه‌پوست و یک دختر پرستار جوان مجرد تشکیل شده‌است. نام رچد (Ratched) یادآور Ratchet (چرخ جغجغه) هست که تنها در یک جهت اجازه چرخش می‌دهد و با هر حرکتی باعث سفت‌تر شدن طناب مهار می‌شود.
قهرمان اصلی داستان یک زندانی عادی به نام «رندال مک مورفی» هست. مک مورفی از کهنه سربازهای جنگ کره هست که به جرم تجاوز، به دلیل همخوابگی با دختری جوان‌تر از حد قانونی، محکوم به زندان شده‌است اما برای فرار از کار اجباری در زندان معمولی ادعای دیوانگی کرده‌است تا بتواند دوران بی دردسری را در آسایشگاه روانی بگذراند. به زودی شخصیت پر انرژی مک مورفی و شخصیت سرد و خشک پرستار رچد با هم برخورد می‌کنند. «مک مورفی» سلطه «مادرسالارانه» پرستار بزرگ و جو غیر دوستانه، ناشاد و پر از استرس آسایشگاه را نمی‌پسندد و تغییراتی را در اداره آسایشگاه خواستار می‌شود که به بهانه‌های مختلف با مخالفت و مقاومت «پرستار بزرگ» روبرو می‌شود.
با این وجود «مک مورفی» منصرف نمی‌شود و اقدامات مختلفی در راستای شادی بخشیدن و ایجاد اعتماد به نفس در بین بیماران روانی انجام می‌دهد. یکبار مک مورفی ادعا می‌کند که هر وقت اراده کند می‌تواند میز سنگین (کنترل پنل فولادی-بتنی) دستگاه آب درمانی را به پنجره آسایشگاه بکوبد و به شهر برود، بیماران دیگر شرط می‌بندد که او نمی‌تواند میز را تکان دهد، مک مورفی شرط را می‌پذیرد و می‌کوشد که میز را تکان دهد، موفق نمی‌شود، ولی برمی گردد و به بیماران دیگر می‌گوید: «لااقل من سعی خودم را کردم». این حرف او، به دیگر بیماران جرئت می‌دهد که در برابر مشکلات، پیش از تلاش کردن تسلیم نشوند و در مواجهه با مشکلات، بیشترین تلاش خود را به کار ببرند. مک مورفی هوشمندانه به راز راوی داستان، «چیف برامدون»، پی برده و می‌داند که او خود را به لالی و کری زده‌است، و دوستی پنهانی بین مک مورفی و راوی داستان شکل گرفته‌است.
از نقاط عطف داستان، جاییست که مک مورفی پی می‌برد که بر خلاف زندان معمولی که مدت محکومیت محدودی برایش داشت (شش ماه)، می‌توانند او را به‌طور نامحدود در بیمارستان نگه دارند و ترخیص او از بیمارستان روانی تنها با اراده پرستار رچد ممکن هست. از این پس مک مورفی شیوه محافظه کارانه‌ای پیش می‌گیرد. در این میانه، یکی از بیماران به نام "چزویک (Charles Cheswick)" که از هواداران مک مورفیست به امید همیاری مک مورفی پرستار رچد را به چالش می‌گیرد، اما حمایتی از مک مورفی محافظه کار شده نمی‌بیند و ناامیدانه در استخر بیمارستان خودکشی می‌کند. پس از این واقعه، مک مورفی تصمیم می‌گیرد که محافظه کاری را کنار بگذارد و خطر باقی‌ماندن در بیمارستان را بجان بخرد.
از اقدامات دیگر مک مورفی می‌توان به تلاش او برای دیدن مسابقات بیس بال از تلویزیون آسایشگاه یا برنامه‌ریزی سفر با کشتی ماهیگیری اشاره کرد. در این سفر، یکی از دوستان مک مورفی، دختری تن‌فروش به نام "کندی (Candy)" به او کمک می‌کند که بیماران را از بیمارستان به بندرگاه ببرد و با بیماران در این سفر همسفر می‌شود. سفر موفقیت‌آمیز است و یکی از بیماران، (جورج George Sorensen) که ماهیگیر و ناخدای ماهریست کمک می‌کند که بیماران با موفقیت در ماهیگیری، احترام مردم بندرگاه را کسب کنند. در این ماجرا یکی از زندانیان به نام "بیلی بیبیت" که مردی خجالتی، مبتلا به لکنت زبان، و کم تجربه با زنان است به مک مورفی اظهار می‌دارد که از "کندی" خوشش آمده‌است. پس از آن، مک مورفی بازآمدن "کندی" به آسایشگاه را برنامه‌ریزی می‌کند و حتی در جایی از فرار چشم پوشی می‌کند تا این برنامه اجرا شود. در روز موعود کندی به همراه یکی از دوستان دخترش به آسایشگاه می‌آید. مک مورفی با رشوه دادن به نگهبان شب آسایشگاه، این زنان را به داخل آسایشگاه می‌آورد و جشن بزرگی را در آسایشگاه برگزار می‌کند. مقدمات هم بستری "بیلی بیبیت" را با "کندی" فراهم می‌شود و "بیلی" بکارتش را از دست می‌دهد. صبح روز بعد، "پرستار بزرگ" به ماجرای شب قبل پی می‌برد و از جمله به بازجویی از "بیلی بیبیت" می‌پردازد، "بیلی" برای اولین بار بدون لکنت کلام صحبت می‌کند، اما "پرستار بزرگ" این بهبود را نادیده می‌گیرد و تهدید می‌کند که ماجرای شب قبل را به "مادر بیلی" اطلاع خواهد داد. بیلی که از مادرش بسیار حساب می‌برد اقدام به خودکشی می‌کند. پرستار بزرگ مک مورفی را مسوول جان بیلی می‌داند و در مقابل مک مورفی کنترل خودرا از دست می‌دهد و به پرستار بزرگ حمله‌ور می‌شود و یونیفورمش را پاره می‌کند و می‌کوشد که گلوی او را بدرد. پرستار بزرگ پس از مدتی به آسایشگاه برمی گردد اما آسیب وارد شده به حنجره‌اش، قدرت کلام او را کاسته‌است. پرستار رچد دیگر از سوی بیماران جدی گرفته نمی‌شود و مجبور هست با بیماران که در برابرش جری شده‌اند سازش کند. بسیاری از بیماران هم که به‌طور داوطلبانه در بخش مانده بودند آنجا را ترک می‌کنند و به جامعه بازمی‌گردند.
در مقابل حمله مک مورفی، به دستور پرستار بزرگ او را مورد عمل جراحی لوبوتومی (ایجاد دو سوراخ در ناحیه پیشانی برای خارج نمودن بخش‌هایی از مغز) قرار می‌دهند و به انسانی بی‌احساس و بی قدرت با زندگی گیاهی تبدیل می‌کنند. «چیف برامدون» این وضع زندگی برای مک مورفی را برنمی‌تابد و از آنجا که نمی‌خواهد تن بی‌روح مک مورفی به مظهر شکست مقاومت در برابر پرستار تبدیل شود او را به قتل می‌رساند و با پرتاب میز سنگین آب درمانی به پنجره آسایشگاه، قفس را می‌شکند و به سوی آزادی پرواز می‌کند.

## ترجمه فارسی
این رمان با ترجمه سعید باستانی (۱۳۵۵) در ایران منتشر شده‌است. ام‍ی‍ر اس‍م‍اع‍ی‍ل‍ی نیز در سال ۱۳۶۸ خلاصه‌ای از این کتاب را با عنوان «دیوانه از قفس پرید» ترجمه کرده‌است.

## بازتاب
در فرهنگ عامه، پرستار رچد به مظهری از بوروکراسی سرد با خشونت پنهان و ظاهری انسان‌دوستانه تبدیل شده‌است.
پرستار رچد، در سال ۲۰۰۳ به انتخاب انستیتوی فیلم آمریکا در رتبه پنجم منفورترین شخصیت‌های تاریخ سینما، پس از شخصیت‌هایی همچون هانیبال لکتر (سکوت بره‌ها) و نورمن بیتس (روانی، هیچکاک) قرارگرفته‌است.